# Doliops

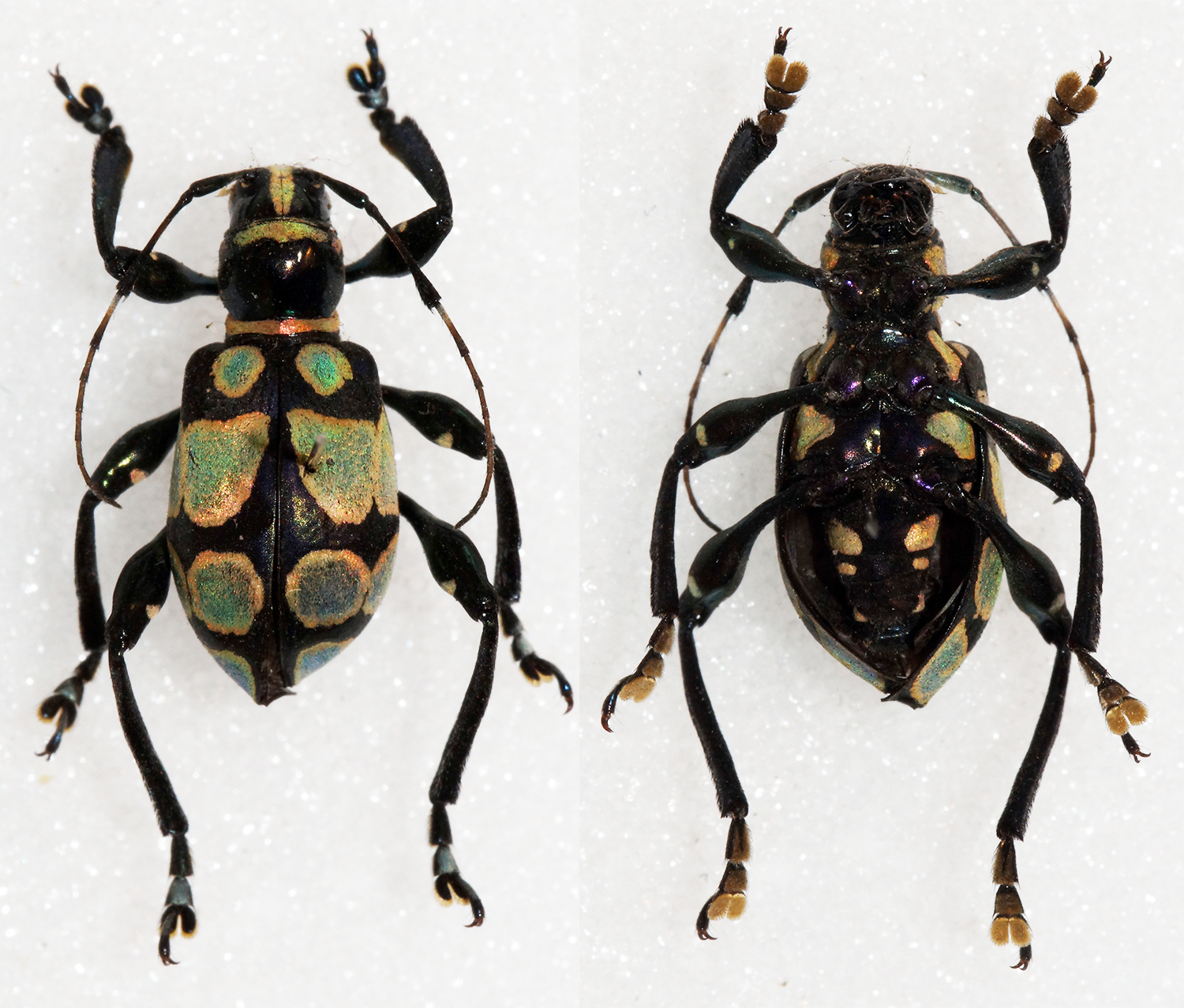
Doliops johnvictori

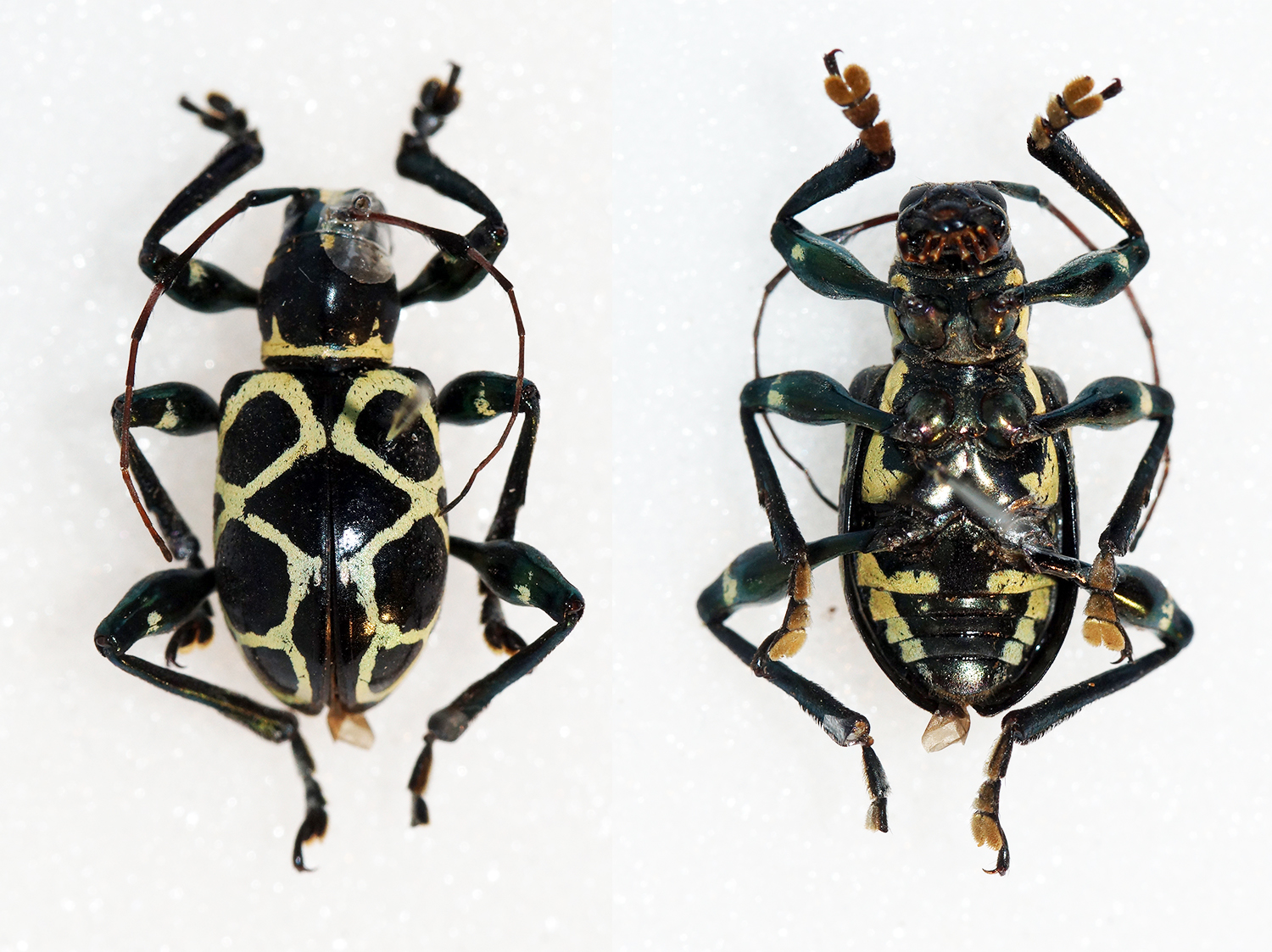
Doliops pachyrrhynchoides

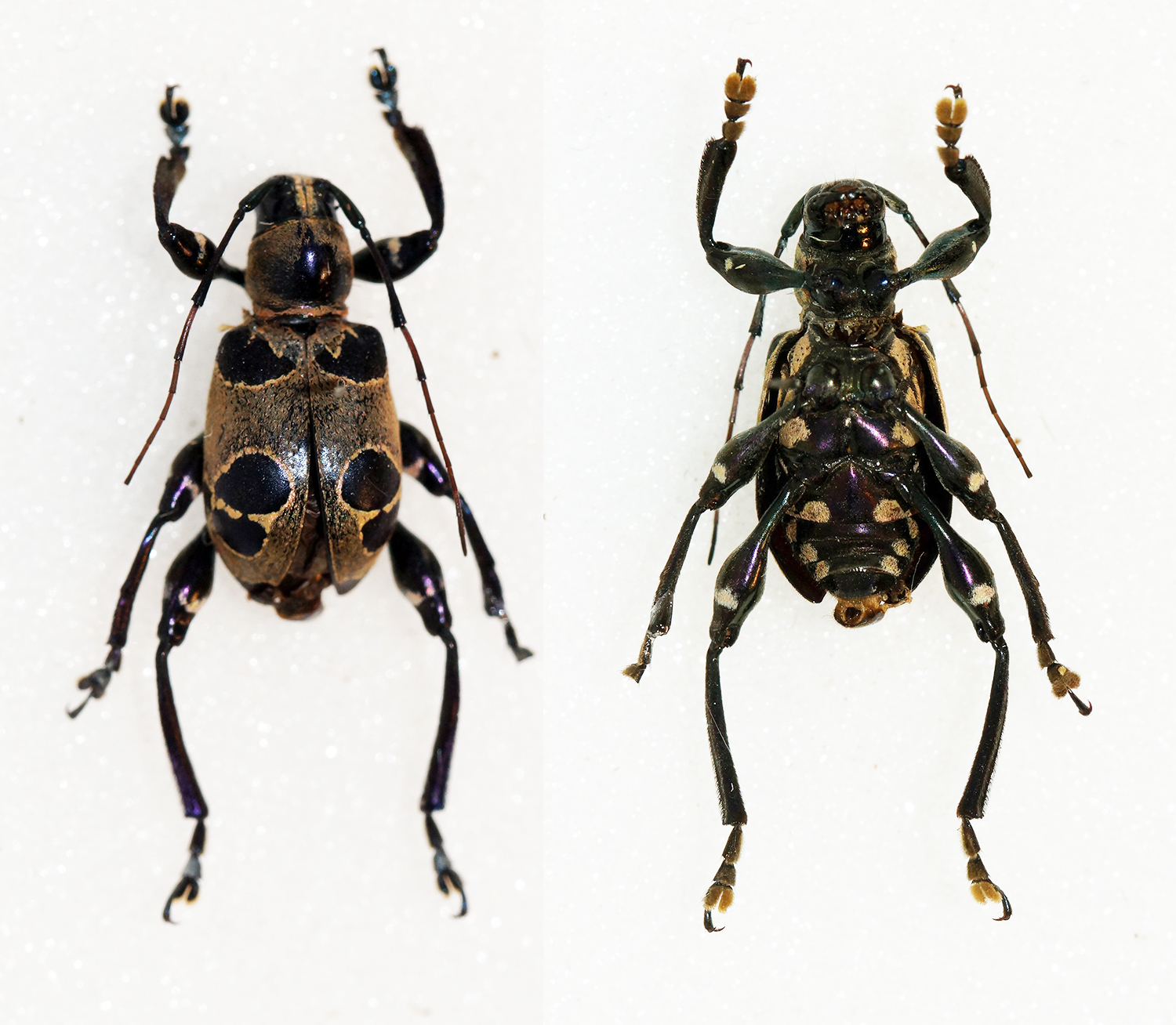
Doliops octomaculata

Doliops – rodzaj chrząszcza z rodziny kózkowatych i podrodziny zgrzypikowych (Lamiinae).

## Morfologia
Chrząszcze te osiągają od 10 do 15 mm długości ciała. Wygląd ich jest przykładem mimikry. Upodobniają się one do przedstawicieli trzech rodzajów ryjkowców z plemienia Pachyrrhynchini: Pachyrrhynchus, Polycatus i Metapocyrtus, a w niektórych przypadkach podejrzewa się mimikrę między poszczególnymi gatunkami w obrębie rodzaju Doliops. Przedstawiciele rodzaju mają więc ciała o zaokrąglonym pokroju, krótkich odnóżach i specyficznie ukształtowanych czułkach. Zwykle większa część jego powierzchni jest metalicznie połyskująca. Ubarwienie mają czarne ze wzorem złożonym z kropek lub pasków, uformowanym przez łuski koloru czarnego, jasnego, zielonkawego, żółtego czy różowego. Niektóre gatunki są kryptyczne, rozróżnialne tylko po genitaliach samców.

## Ekologia i występowanie
Rodzaj ograniczony jest w swym zasięgu do dwóch archipelagów w obrębie południowo-wschodniej części krainy orientalnej. Naśladowane przez niego rodzaje ryjkowców są endemiczne dla Filipin i Tajwanu. Większość gatunków Doliops występuje na Filipinach. Największą ich różnorodność stwierdzono na Luzonie i Mindanao. Na Mindanao centrum rozsiedlenia Doliops, jak i naśladowanych przez niego ryjkowców, znajduje się w prowincji Bukidnon i w okolicach wulkanu Apo. Poza Filipinami Doliops znany jest tylko z dwóch wysp, Lanyu i Lu Tao, należących do Tajwanu.

## Taksonomia
Takson ten wprowadzony został w 1841 roku przez George’a Roberta Waterhouse’a, który jego gatunkiem typowym wyznaczył Doliops curculionides. Przez dłuższy czas jako synonim Doliops traktowano, opisany w 1923 roku przez Karla Marię Hellera, rodzaj Lamprobityle. W 2014 roku status odrębnego rodzaju przywrócili mu Arvīds Barševskis i Olaf Jäger.
Dotychczas opisano 52 gatunki z tego rodzaju:

- Doliops ageometrica Barševskis, 2014
- Doliops anichtchenkoi Barševskis, 2013
- Doliops animula Kriesche, 1940
- Doliops bakeri Heller, 1924
- Doliops balalaikinsi Barševskis, 2014
- Doliops basilana Heller, 1923
- Doliops bitriangularis Breuning, 1947
- Doliops boteroi Barševskis, 2017
- Doliops bukidnoni Vives, 2014
- Doliops cabrasae Barševskis, 2017
- Doliops conspersa Aurivillius, 1927
- Doliops coriticoi Cabras & Barševskis, 2016
- Doliops curculionides Waterhouse, 1841
- Doliops daugavpilsi Barševskis, 2014
- Doliops dunskisi Barševskis, 2017
- Doliops duodecimpunctata Heller, 1923
- Doliops dupaxi Vives, 2013
- Doliops edithae Vives, 2009
- Doliops elcanoi Vives, 2011
- Doliops emmanueli Vives, 2009
- Doliops frosti Schultze, 1923
- Doliops geometrica Waterhouse, 1842
- Doliops gertrudis Hüdepohl, 1990
- Doliops halconensis Vives, 2012
- Doliops helleri Vives, 2009
- Doliops imitator Schultze, 1918
- Doliops imomzodai Barševskis, 2017
- Doliops isabelae Vives, 2014
- Doliops ismaeli Vives, 2005
- Doliops jirouxi Barševskis, 2014
- Doliops johnvictori Vives, 2009
- Doliops ligata Scwarz, 1929
- Doliops metallica Breuning, 1938
- Doliops mindoroensis Barševskis, 2017
- Doliops multifasciata Schultze, 1922
- Doliops octomaculata Breuning, 1928
- Doliops pachyrrhynchoides Heller, 1916
- Doliops rukmanea Barševskis, 2017
- Doliops santossilvai Barševskis, 2017
- Doliops savenkovi Barševskis, 2013
- Doliops schultzei Barševskis & Jäger, 2014
- Doliops shavrini Barševskis, 2013
- Doliops siargaoensis Schultze, 1919
- Doliops similis Miwa & Mitono, 1933
- Doliops sklodowskii Barševskis, 2013
- Doliops stradinsi Barševskis, 2013
- Doliops transverselineata Breuning, 1947
- Doliops valainisi Barševskis, 2013
- Doliops villalobosi Heller, 1926
- Doliops viridisignata Breuning, 1947
- Doliops vivesi Barševskis, 2013
- Doliops ziedonisi Barševskis, 2017